# Championnats de France d'athlétisme 1991
Navigation
Championnats 1990 Championnats 1992
Les Championnats de France d'athlétisme 1991 ont eu lieu du 26 au 28 juillet 1991 à Dijon. 

## Palmarès
| Discipline             | Hommes                    | Hommes         | Femmes                 | Femmes         |
| ---------------------- | ------------------------- | -------------- | ---------------------- | -------------- |
| 100 m                  | Daniel Sangouma           | 10 s 22        | Marie-José Pérec       | 10 s 96        |
| 200 m                  | Jean-Charles Trouabal     | 20 s 30        | Valérie Jean-Charles   | 23 s 18        |
| 400 m                  | Olivier Noirot            | 45 s 07        | Viviane Dorsile        | 52 s 07        |
| 800 m                  | Jean-Christophe Vialettes | 1 min 48 s 78  | Florence Giolitti      | 2 min 03 s 16  |
| 1 500 m                | Guy Nunige                | 3 min 50 s 38  | Véronique Pongérard    | 4 min 12 s 86  |
| 3 000 m                | -                         | -              | Marie-Pierre Duros     | 8 min 53 s 86  |
| 5 000 m                | Mustapha Essaïd           | 13 min 56 s 46 | -                      | -              |
| 10 000 m               | Bertrand Itsweire         | 28 min 33 s 03 | Annick Clouvel         | 33 min 23 s 64 |
| 100 m haies            | -                         | -              | Monique Ewanje-Épée    | 12 s 92        |
| 110 m haies            | Dan Philibert             | 13 s 42        | -                      | -              |
| 400 m haies            | Sylvain Moreau            | 49 s 81        | Marie-Christine Cazier | 56 s 71        |
| 3 000 m steeple        | Bruno Le Stum             | 8 min 24 s 30  | -                      | -              |
| Saut en longueur       | Franck Lestage            | 7,95 m         | Muriel Leroy           | 6,38 m         |
| Triple saut            | Serge Hélan               | 17,45 m        | Sandrine Domain        | 13,42 m        |
| Saut en hauteur        | Joël Vincent              | 2,26 m         | Sandrine Fricot        | 1,88 m         |
| Saut à la perche       | Philippe Collet           | 5,75 m         | -                      | -              |
| Lancer du poids        | Luc Viudès                | 18,53 m        | Annick Lefebvre        | 15,77 m        |
| Lancer du disque       | Frédéric Selle            | 58,00 m        | Isabelle Devaluez      | 56,72 m        |
| Lancer du marteau      | Raphaël Piolanti          | 75,06 m        | -                      | -              |
| Lancer du javelot      | Pascal Lefevre            | 77,38 m        | Nadine Auzeil          | 58,88 m        |
| Décathlon / Heptathlon | William Motti             | 7 606 pts      | Odile Lesage           | 6 080 pts      |